# 马里亚胡
马里亚胡（Mariahu），是印度北方邦Jaunpur县的一个城镇。总人口20142（2001年）。

## 人口
该地2001年总人口20142人，其中男性10602人，女性9540人；0—6岁人口3522人，其中男1837人，女1685人；识字率58.92%，其中男性为66.82%，女性为50.14%。